# Simon Jones
Simon Jones (Liverpool, 29 luglio 1972) è un bassista britannico.
Ha suonato e cantato nella formazione originale del gruppo inglese The Verve, partecipando alla stesura di canzoni come la celebre Bitter Sweet Symphony. Ha lasciato i Verve nel 1999.
Nel 2002 è tornato a calcare le scene come strumentista e compositore per la band inglese The Shining, che però ha pubblicato solo un album in quello stesso anno prima di sciogliersi.
Dal 2004 è un membro ufficiale del gruppo di supporto di Cathy Davey.
Nel novembre 2005 ha suonato con i Gorillaz al Manchester International Festival al fianco dell'ex membro dei Verve Simon Tong.
Nel giugno 2007 si è riunito ai Verve.
Nel 2009 Jones, dopo l'ennesimo scioglimento della band di Wigan avvenuto nel 2008, fonda un nuovo gruppo chiamato "The Black Ships" con l'ex chitarrista dei The Verve Nick McCabe, il batterista Mig Schillace, ed il violinista Davide Rossi. I Black Ships realizzano il loro primo EP, "Kurofune", nel Maggio 2011, e debuttano dal vivo al "Kings College Student Union" il 2 giugno dello stesso anno, prima di cambiare i loro nome in Black Submarine a metà 2012, per problemi con un gruppo omonimo americano.